# Direction des centres d'expérimentations nucléaires
La Direction des centres d'expérimentations nucléaires (DirCEN) était une direction d'administration française qui définissait et mettait en œuvre les essais nucléaires français entre 1964 et 1996. Organisation mixte Armées – Commissariat à l'énergie atomique (CEA), elle appartenait au ministère des Armées (dénommé ministère de la Défense à partir de 1974).

## Historique

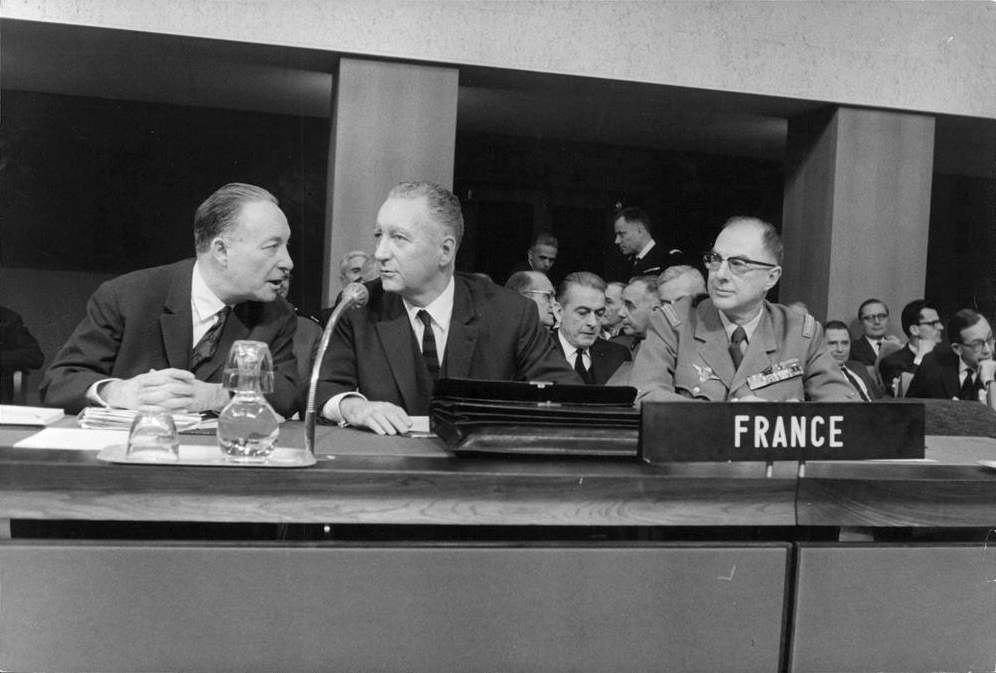
Pierre Messmer (au centre) et le Général Charles Ailleret (à droite) en 1966.

En février 1958, le ministère des Armées Pierre Métayer crée le Commandement interarmées des Armes spéciales (CIAS) chargé de mener à bien les campagnes d’essais nucléaires. Le commandement est confié au général Charles Ailleret, tandis que le Bureau d'études générales (BEG, renommé DAM en septembre) du CEA est chargé de la conception de l'arme atomique. Dans le même temps, une Commission de sécurité, présidée par le Haut-Commissaire à l’Énergie Atomique est mis en place afin de définir les normes de sécurité. Neuf essais nucléaires sont effectués entre 1960 et 1963 dans le Sahara français au Centre saharien d'expérimentations militaires (CSEM) de Reggane, puis au Centre d'expérimentations militaires des oasis (CEMO) d'In Ecker.
La DirCEN a été créée par un décret du 30 janvier 1964, signé conjointement par le Ministre des Armées Pierre Messmer et de Gaston Palewski, Ministre d'État chargé de la Recherche scientifique et des Questions atomiques et spatiales, en se substituant au CIAS. Le siège est installé dans la zone aéronautique Louis-Breguet de la BA 107 de Villacoublay.
La direction était mixte, c’est-à-dire composées de personnels dépendant directement du ministère des Armées (militaires et civils) et de personnels dépendant du CEA. Elle a alors la responsabilité de la conception, de la création et de l’exploitation des centres de tirs. Au sein de la direction, deux services chargées de la surveillance et de contrôle furent créés au sein de la DirCEN : le Service mixte de Sécurité radiologique (SMSR) par arrêté interministériel du 30 juillet 1964 et le Service mixte de Contrôle biologique (SMCB) par arrêté interministériel du 8 août 1964.
En préparation du retrait français d'Algérie, le 27 juillet 1962, le Conseil de défense valide le choix de la création du Centre d'expérimentation du Pacifique (CEP) et en définissant les grandes lignes de son organisation et de son implantation. Huit essais supplémentaires sont effectués entre 1964 et 1966 au CEMO. Le général Thiry est notamment responsable, de la construction du centre sur trois atolls du Pacifique : Hao, Mururoa et Fangataufa. Le 5e RMP assure dès 1963 le soutien et la protection terrestre de la base interarmées et du CEP, placé sous les ordres du général directeur de la DIRCEN, tandis que la supervision des essais menée depuis Groupe aéronaval du Pacifique Alfa.
À partir de 1966 et jusqu'en 1996, 193 essais (46 aériens et 147 souterrains) sont effectués sur le CEP. Des tirs froids, explosions chimiques avec des matières radioactives tel que l'uranium appauvri mais sans réaction nucléaire, ont aussi été réalisés notamment à Moronvilliers dans la Marne dans les années 1960.
En 1993, le siège est transféré à Montlhéry, puis l'année suivante, à la suite du moratoire sur les essais nucléaires, les SMSR et SMCB fusionnent donnant naissance au Service mixte de Surveillance Radiologique et Biologique de l’homme et l’environnement (SMSRB). Le 24 septembre 1996, la France signe le Traité d’interdiction complète des essais nucléaires et commence immédiatement à démanteler le CEP. En 1998, après la fin du démantèlement des installations, la DirCEN est dissoute, à laquelle succède le Département de Suivi des Centres d'Expérimentations Nucléaires (DSCEN) créé le 7 septembre 1998 au sein de la Direction générale de l'Armement, chargé notamment du suivi radiologique des anciens sites.

## Directeur
CIAS (1958-1964)
- Général de brigade Charles Ailleret (1958-1960)
- Général Jean Thiry (1960-1964)

DirCEN (1964-1998)
- Général d’armée aérienne Jean Thiry (30 janvier 1964-29 mai 1969)[6]
- Général de corps aérien Roger Guernon (1969-1972)[7]
- Général Lucien Soula (1972-1975)
- Général Claude Dubost (1975-1979)
- Général Michel Rouver (1979-1982)
- Vice-amiral d'escadre Henri Fages (1982-1985)
- Général François Mermet (1985-1988)
- Général de division aérienne Paul Véricel (1991-1996)[8]
- Général de brigade Michel Boileau (1996-1998)[9]